# Печенези
Печенези су били полуномадски народ централне Азије, који је говорио језиком из групе туркијских језика. Асимиловани су током средњег века.

## Порекло и подручје
Печенези се појављују у историјским изворима у VIII и IX веку. Тада су настањивали подручја између доње Волге, Дона и Урала. Већ до IX и 10. века контролисали су велики део степа југозападне Евроазије и Крима. Тада су били значајан фактор у том подручју, али као и већина номадских народа нису поседовали концепт државе, а њихова организација се сводила на насумичне нападе на суседе. Осим тога постајали су плаћеници за друге силе.
Према Константину Порфирогениту Печенези су владали подручјем западно од реке Серет.

## Етноним
Печенези се у средњовековним арапским и персијским текстовима спомињу као Бјнак, Бјанак или Бајанак, у класичним тибетанским документима као као Бе-ча-наг, а у делима написаним на грузијском као Пачанак-и. Ана Комнена и други византски аутори називали су их Пацинакој или Пацинакитај. У средњовековним латинским текстовима Печенези су се називали Пизенаци, Бисени или Беси. Источнославенски народи користе изразе „Печенеги” или „Печенези” (множина од „Печенег”), док их Пољаци спомињу као Pieczyngowie или Piecinigi. Мађарска реч за Печенега јесте besenyő; румуњски израз је Pecenegi.
Према Максу Фасмеру и неким другим истраживачима, тај је етноним можда изведен из старотуркијске речи за „шогора” (baja, baja-naq или bajinaq; киргишки: baja, туркменски: baja, турски: baja и bacanak), што би имплицирало да се термин у почетку односио на „клан или племен повезано тазбином”.
У делу Dīwān Lughāt al-Turk Махмуда ал-Кашгарија из 11. века, Печенези су описани као „туркијски народ који живи око земље Рум”, где је Рум туркијска реч за Источно римско царство или Анадолију и „огранак Огуза Туркијаца”; потом је за Огузе написао да их чине 22 огранка, од којих су Печенези били деветнаести.
Печенеге као једно од 24 древна племена Огуза спомиње Рашид-ал-Дин, државник и историчар илханидског Ирана из 14. века, у свом делу Jāmiʿ al-Tawārīkh („Збирка летописа”), где је тај етноним објашњен као „онај који показује ревност”. Абу ал-Гхази Бахадур, кан Хиванског каната, спомиње Печенеге као bechene међу 24 древна племена Туркмена (или Огуза) у својој књизи Shajara-i Tarākima (Родослов Туркмена) и даје његово значење као „онај који прави”.
Три од осам печенешких „провинција” или кланова били су заједно познати као Кангари. Према Константину VII Порфирогениту, Кангари су примили ову деноминацију јер су „храбрији и племенитији од остатка” народа „и то је оно што наслов Кангар означава”. Будући да није позната ниједна туркијска реч са сличним значењем, Армин Вамбери је повезао овај етноним с киргишким речима kangir („окретан”), kangirmak („изаћи на јахање”) и kani-kara („црнокрван”), док га је Карлил Ајлмер Макартни повезао с чагатајском речи gang („кочија”). Омељан Прицак је сугерирао да је тај назив у почетку био сложени појам (Kängär As), који је изведен од тохарске речи за „камен” (kank) и иранског етнонима As. Ако је ова претпоставка ваљана, етноним Кангара сугерира да су ирански елементи допринели формирању народа Печенега.

## Језик
Махмуд ал-Кашгари, писац 11. века специјализован за туркијске дијалекте, тврдио је да је језик којим су говорили Печенези варијанта куманског и огуског идиома. Сугерирао је да су страни утицаји на Печенеге довели до фонетских разлика између њиховог језика и идиома којим су говорили други туркијски народи. Слично томе, Ана Комнена наводи изјавила да су Печенези и Куманци делили заједнички језик. Иако је сам печенешки језик изумро пре много векова, имена печенешких „провинција” које је забележио Константин Порфирогенет доказују да су Печенези говорили неким туркијским језиком. Сматра се да је печенешки припадао огуској грани туркијских језика, али језик Печенега слабо је документован и стога га је тешко даље класифицирати.

## Састав
Византијски цар Константин VII Порфирогенит набраја осам племенских група Печенега, по четири са сваке стране реке Дњепра, што одражава бипартитну лево-десну туркијску организацију. Ових је осам племена са своје стране било подељено у 40 подплемена, вероватно кланова. Константин VII такође билежи имена осам бивших племенских вођа који су водили Печенеге кад су их Хазари и Огузи протерали. Голден, следећи Немета и Лигетија, сугерише да се свако племенско име састоји од два дела: први део је боја коњске длаке, а други је племенски наслов владара.
Племена Ердим, Чур и Јула формирали су Кангар (грчки: Καγγαρ) и сматрани су „храбријима и племенитијима од осталих”.
| Транскрибовано име племена | Реконструирано име племена | Значење                            | Локација             | Транскрибовано име вође | Реконструирано име вође |
| -------------------------- | -------------------------- | ---------------------------------- | -------------------- | ----------------------- | ----------------------- |
| Ιαβδι-ερτί(μ)              | *Yavdı-Erdim               | Племе Ердема са сјајним коњима     | Западна обала Дњепра | Βαϊτζαν                 | *Bay-ča                 |
| Κουαρτζι-τζούρ             | *Küerči-Čur                | Племе Чура с плавичастим коњима    | Источна обала Дњепра | Κούελ                   | *Küğel                  |
| Χαβουξιν-γυλά              | *Qabuqšın-Yula             | Племе Јула с коњима боје коре      | Западна обала Дњепра | Κουρκοῡται              | *Qorqutai               |
| Συρου-κουλπέη              | *Suru-Kül-Bey              | Племе Кул-Беја са свикастим коњима | Источна обала Дњепра | Ιπαόν                   | *Ipa / *Iba (?)         |
| Χαρα-βοη                   | *Qara-Bay                  | Pлеме Бега с црним коњима          | Западна обала Дњепра | Καϊδούμ                 | *Qaydum                 |
| Βορο-ταλμάτ                | *Boru-Tolmač               | Племе Толмача са сивкастим коњима  | Источна обала Дњепра | Κώσταν                  | *Qosta                  |
| Γιαζι-χοπὸν                | *Yazı-Qap(ğ)an             | Племе Кавкан с тамносмеђим коњима  | Западна обала Дњепра | Γιαζή                   | *Yazı                   |
| Βουλα-τζοπόν               | *Bula-Čopan                | Племе Чопана са шареним коњима     | Источна обала Дњепра | Βατᾱν                   | *Bata / *Bota           |

## Савез са Византијом и Бугарском
Током IX века Византија постаје савезник Печенега, користећи их да се заштити од других опаснијих племена, као нпр. Мађара или Варјага. То је Византија радила користећи се римским узорима и политиком „завади па владај“. Једног непријатеља је усмеравала против другога.
Туркијско племе Уза истерало је Печенеге из њихове домовине. Печенези су до 889. били потиснути западно од стране Хазара и Кумана, па су Печенези потиснули Мађаре западно од Дњепра до 892.
Бугари су 894. ушли у рат против Византије. Византијски цар Лав VI Мудри против Бугара позива Мађаре. Мађари су под командом Левента са великом војском извели успешну кампању у Бугарској. У исто време је Византија ушла у Бугарску са југа. Бугарски цар Симеон I је био присиљен да склопи мир са Византијом. Симеон је нашао савезника у Печенезима да би се бранио од Мађара. Печенези су били изузетно успешни, тако да су потиснули преостале Мађаре из понтских степа. Мађари су били потиснути и настањују се дефинитивно на подручју између Дунава и Тисе.
Ту под водством Арпада Мађари формирају државу.

## Историја и пад
Од IX века Печенези су имали лоше односе са Кијевском Русијом. Они су стално упадали на територије Кијевске Русије, што би с времена на време доводило до рата. Тако је 920. био рат Печенега са Игором Кијевским, великим кнезом Кијева. Понекад су Печенези улазили и у савез са Русима, као 943. против Византије.
Печенези су нападали и опседали Кијев 968. Део Печенега учествује у руском нападу на Византију 970—971. Током власти Владимира I Великог Руси и Печенези су се сукобљавали са променљивим успехом, а Јарослав Мудри је поразио Печенеге. После тога Кијевску Русију почињу угрожавати Кумани.
Печенези су вековима ратовали са суседима: Византијом, Бугарима, Кијевском Русијом, Харезмом и Мађарима. Печенеге је коначно поразила Византија под водством Алексија I Комнина 1091. у бици код Левунија. Византију су у тој бици помагали Кумани.
Печенеге су 1094. поново напали Кумани и многи Печенези су поклани или су били апсорбовани. Поново их је поразила Византија 1122. Неко време Печенези су још постојали у Мађарској и коначно су асимилирани у Бугаре, Мађаре или Гагаузе.
Печенези као група се последњи пут помињу 1168. године као припадници турских племена познатих у хроникама као „Чорни Клобуки (Црни шешири)“. Вероватно је да је печењешко становништво у Мађарској десетковано инвазијом Монгола на Угарску, али имена печењешког порекла и даље се наводе у званичним документима. Титула „Комес Бисенорум“ (гроф Печењега) трајала је још најмање 200 година.
У Мађарској у 15. веку, неки људи су прихватили презиме Besenyö (мађарски за „печењег”); они су били најбројнији у жупанији Толна. До једног од најранијих увођења ислама у источну Европу дошло је кроз рад муслиманског затвореника из раног 11. века којег су Византијци заробили. Муслимански заробљеник је доведен на територију Бесениоа Печењега, где је подучавао и преводио појединце у ислам. У касном 12. веку, Абу Хамид ел-Гарнати је поменуо мађарске Печењеге – вероватно муслимане – који су живели прерушени у хришћане. На југоистоку Србије постоји село Печењевце које су основали Печењези. После рата са Византијом, остаци племена нашли су уточиште у тој области, где су основали своје насеље.